# Виллибальдсбург
Виллибальдсбург (нем. Willibaldsburg) — замок, построенный около 1353 года в Айхштетте в Верхней Баварии в Германии. До XVIII века оставался главной резиденцией князей-епископов Айхштетта.

## Расположение
Замок находится к западу от старинных кварталов Айхшетта на длинном горном отроге Виллибальдсберг (464 метров над уровнем моря; также именуемом отрогом Виллибальда), над Альтмюльталом. Весь комплекс имеет длину около 420 метров и благодаря своему расположению уже является прекрасным местом для защитных сооружений. А так как река Альтмюль делает здесь крутой изгиб под острым углом, то хребет стал просто идеальным местом для неприступного замка.
Высокий средневековый замок епископа Бертольда находился на западном отроге холма. Считается, что самый ранний замковый комплекс состоял из большого каменного дома, башни и часовни. Снаружи он был защищён кольцевой линией стен и глубокими рвами.

## История

### Ранний период

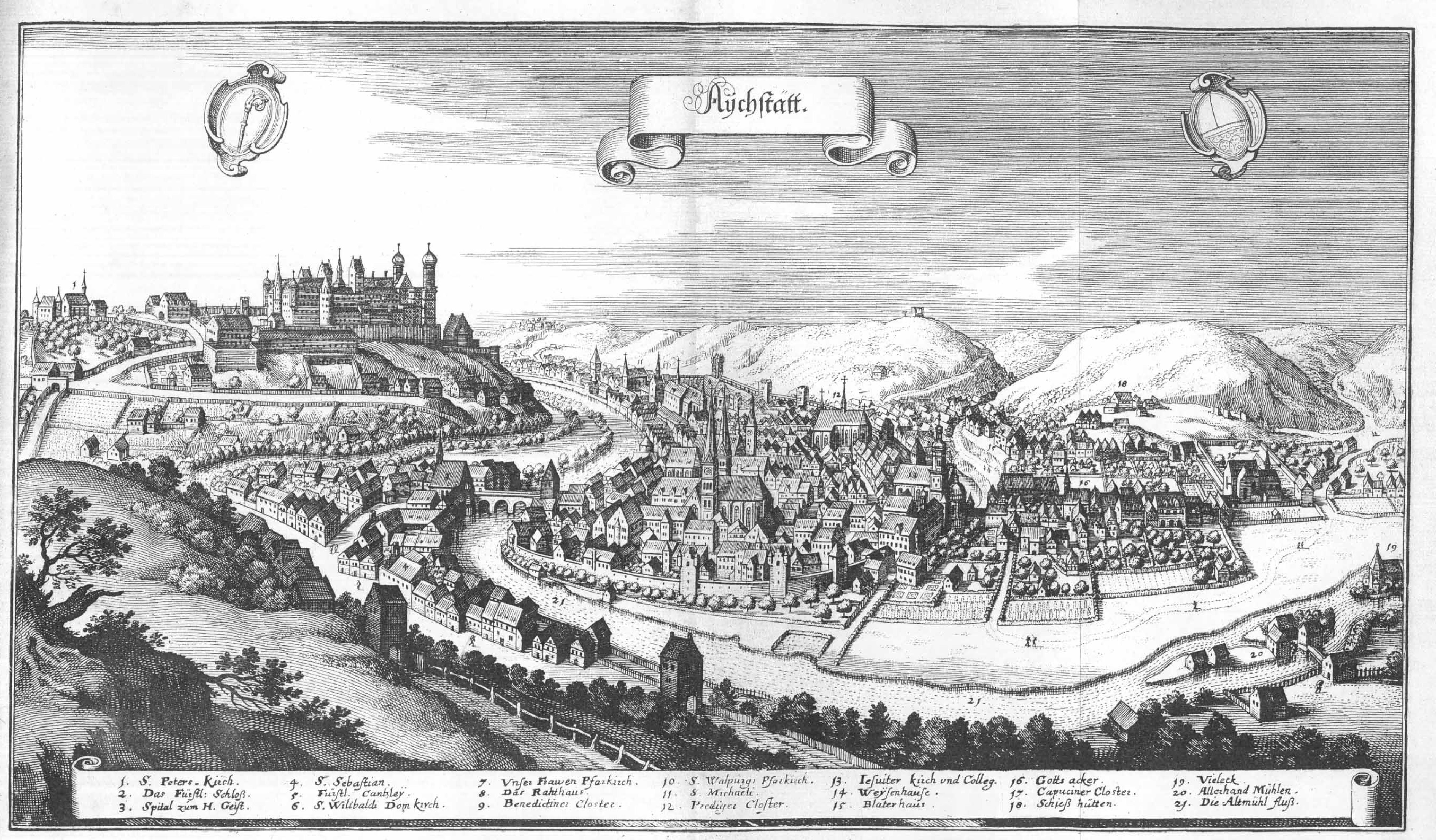
Вида замка Виллибальдсбург и города Айхштетт в 1648 году

Первое укрепление на горе упомянуто в 1070 году. Около 1355 года, при епископе Бертольде фон Цоллерне, началось расширение крепости. И вскоре она было превращена в резиденцию епископов Эйхштетта. Прежняя епископская крепость находилось в городе рядом с собором. Но не считалась достаточно надёжной для длительной обороны. Особенно после событий 1305 года, когда защитники Хиршберга дезертировали и епископ сам был вынужден заниматься защитой епархии. Первоначально, из-за непомерных затрат на возведение крепости, кафедральный капитул не соглашался с планами строительства крепости на горе. Но епископ сумел добиться согласия.
Епископ Фридрих IV фон Эттинген (1383–1415) усилил укрепления и отстроил мощный цвингер. Фрагменты этого сооружения можно увидеть в основании более поздних построек.
При епископах Альбрехте II фон Хоэнрехберге (1429–1445) и Мартине фон Шаумберге (1560–1590) замок стал ещё более неприступным. В этот период сложился внешний облик крепости, который можно увидеть и в наши дни. Даже более поздние реконструкции в стиле ренессанса не смогли радикально изменить фасады.

### Новое время

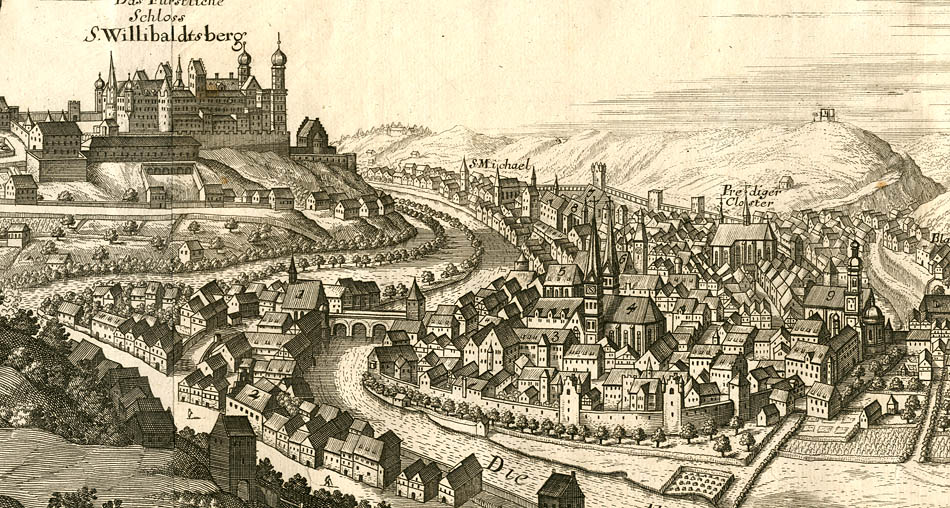
Вид замка и города в 1720 году

При власти епископа Иоганна Конрада фон Геммингена (1595–1612) рядом с замком появился ботанический сад, получивший название Hortus Eystettensis. В это же время, в 1609 году, началось строительство респектабельного ренессансного замка по образцам итальянских дворцов. Проект подготовил архитектор из Аугсбурга Элиас Холл. Вместе с мэрией Аугсбурга этот княжеский дворец является одним из самых ярких образцом немецкого ренессанса. Строительство фасада с двумя башнями было завершено в 1629 году при участии архитектора Ганса Альберталя и его преемника Мартина Барбиери.
Епископ Иоганн Кристоф фон Вестерштеттен (1612–1636) завершил строительные и отделочные работы. И одновременно инициировал совершенствование фортификации. Внешние укрепления были усилены пятью современными бастионами, а также был создан просторный форбург.
Несмотря на мощную фортификацию в ходе Тридцатилетней войны весной 1633 года шведская армия под командованием Бернхарда Заксен-Веймарского смогла захватить крепость. Баварская армия под командованием Иоганна фон Верта неожиданно сумела отвоевать крепость в конце октября 1633 года. А затем немцы успешно отбили все атаки более многочисленного контингента шведской армии. За эту неудачу 9 декабря 1633 года Бернхард Заксен-Веймарский был казнён в Регенсбурге по приказу командующего Антона Клаудиуса фон Раша.
Епископ Марквард II Шенк фон Кастелл (1636–1685) приказал восстановить крепость. И в ходе реконструкции внешние бастионы были ещё более усилены.
В первой четверти XVIII века, следуя общеевропейским трендам, епископы решили перенесли резиденцию в более комфортабельное здание. И в 1725 году резиденция разместилась во дворце у городского собора.
В замке Виллибальдсбург сначала располагались административные службы епископства, а затем там появились больница и тюрьма.
После секуляризации замок Айхштетт был продан баварскими властями частным лицам. Со временем из помещений исчезла и старинная мебель, и многие предметы интерьера. Замок постепенно стал превращаться в руины.

### XIX и XX века
В 1829 году правительство Баварии выкупила часть руин. Был произведён ремонт укреплений. Старинные башни стали несколько ниже и вместо конусообразных крыш обрели открытые удалены площадки с зубчатыми стенами. Несколько позднее весь комплекс служил огромной казармой для Баварской армии (3-го Королевского Баварского егерского батальона).
Как ни удивительно, но вплоть до 1880 года город Айхштетт считался собственностью владельцев замка. Лишь в 1900 году город был официально выкуплен правительством Баварии и передан городскому самоуправлению. В этот же период времени стали предприниматься попытки по сохранению исторического наследия.
С 1926 по 1934 год конгрегация в замке располагались религиозные общины. Затем он снова оказался заброшенным.
С 1945 по 1955 год в замке размещались беженцы из Пруссии, Силезии и Померании.
В 1962 году Баварское управление государственными дворцами, садами и озёрами взяло под контроль Виллибальдсбург. И вскоре начались масштабные ремонтные работы.
В 1976 году в замке открылся музей. В 1980 году экспозиция была расширена. А 1998 году для публики открылся восстановленный бастионный сад. К 2000 году весь комплекс был полностью отреставрирован.

## Галерея

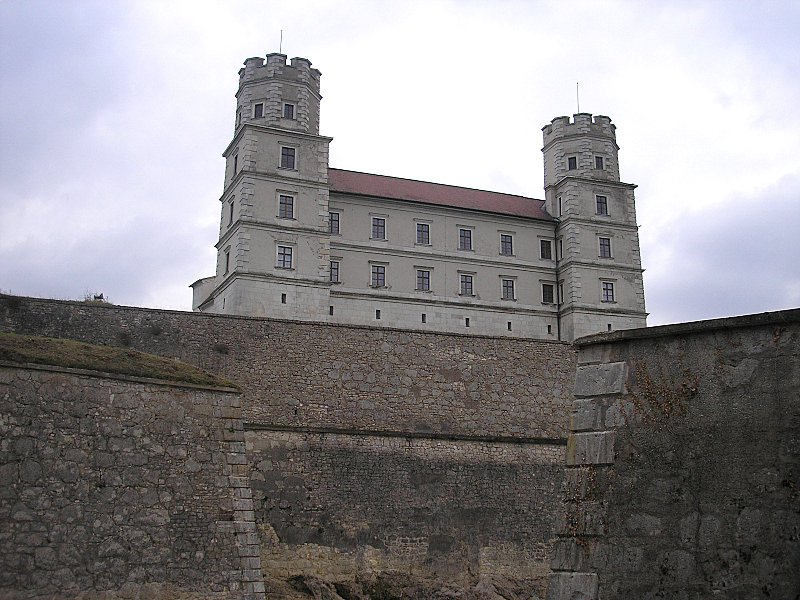
Бастионы и главное здание замка
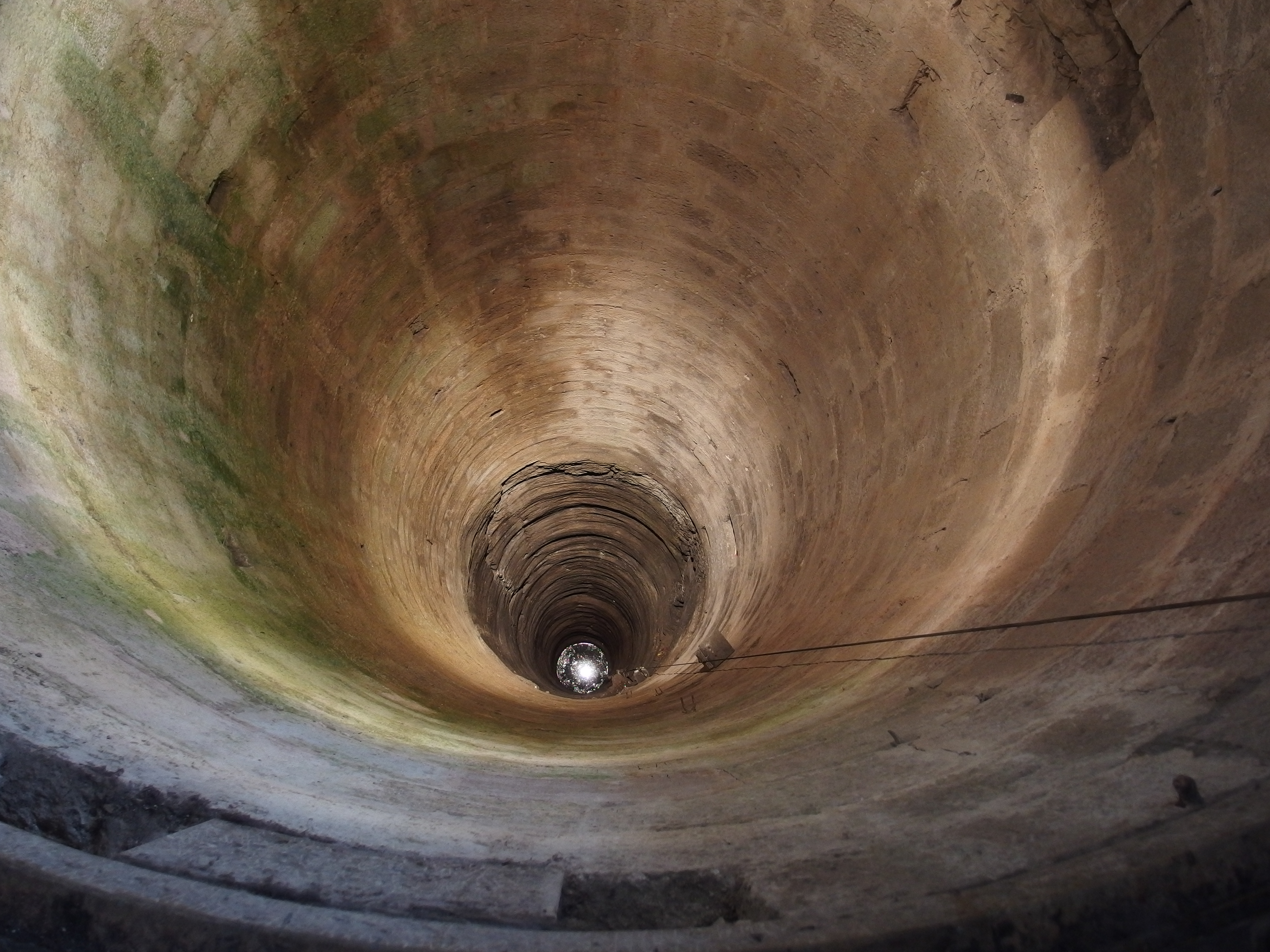
Замковый колодец
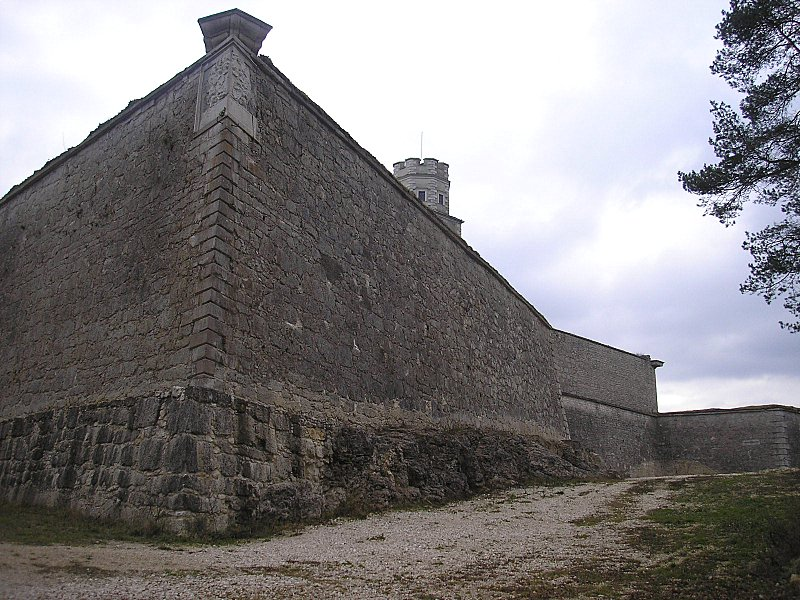
Вида замкового бастиона
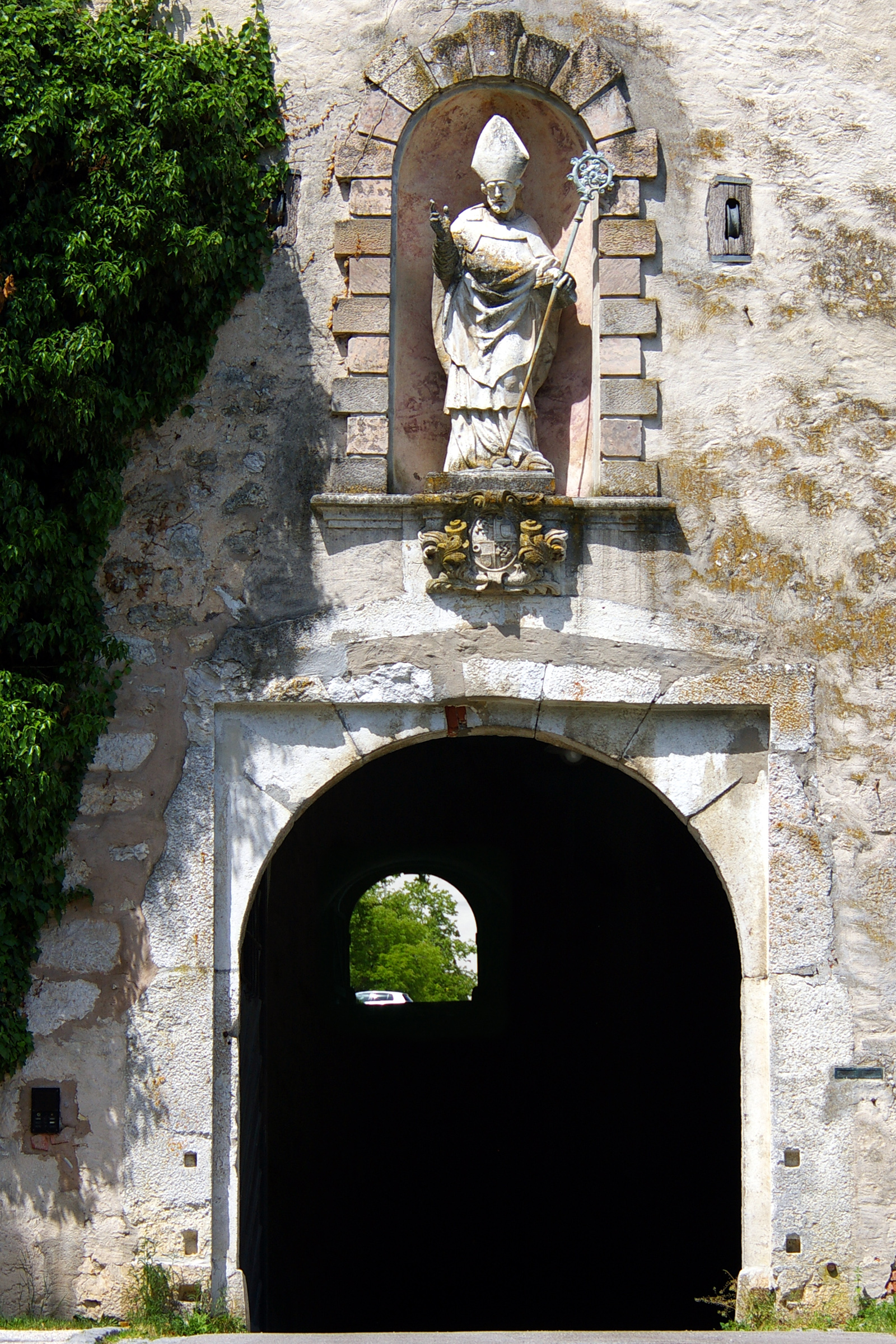
Главные замковые ворота